# کانی‌خلیلان
کانی‌خلیلان، روستایی از توابع بخش لاجان شهرستان پیرانشهر در استان آذربایجان غربی ایران است.

## جمعیت
این روستا در دهستان لاهیجان شرقی قرار دارد و براساس سرشماری مرکز آمار ایران در سال ۱۳۸۵، جمعیت آن زیر سه خانوار بوده‌است.